# Франса Силва, Матеус
Мате́ус Фра́нса Си́лва, более известный как Матеузи́ньо (порт.-браз. Matheus França Silva; Matheuzinho; род. 8 сентября 2000, Лондрина, штат Парана) — бразильский футболист, правый защитник клуба «Коринтианс».

## Биография
Матеузиньо является воспитанником академии «Лондрины» из родного города. В 2018 году был переведён в основную команду после успешного выступления в Молодёжном Кубке Сан-Паулу, в котором защитник отметился двумя забитыми голами, а его команда дошла до 1/8 финала. В основном составе «Лондрины» дебютировал 25 января 2018 года в матче чемпионата штата Парана против «Маринги» (2:0). В ноябре того же года получил вызов в молодёжную сборную Бразилии на два товарищеских матча против сверстников из Колумбии, однако за национальную команду так и не сыграл.
31 января 2019 года «Лондрина» объявила о приобретении «Фламенго» 50 % прав на Матеузиньо за 1,2 миллиона реалов. Сыграв за «Лондрину» пятый матч в чемпионате штата 2 февраля, 18-летний защитник отправился в молодёжный состав клуба из Рио-де-Жанейро.
В основном составе «Фламенго» Матеузиньо дебютировал 23 января 2020 года в матче чемпионата штата Рио-де-Жанейро против «Васко да Гамы». Матеузиньо отыграл все 90 минут, а его команда одержала гостевую победу со счётом 1:0. В Серии A чемпионата Бразилии защитник дебютировал 23 августа 2020 года. В матче 5 тура «красно-чёрные» сыграли вничью с «Ботафого» 1:1. В начале ноября того же года 20-летний игрок подписал новый контракт с «Фла» до октября 2025 года. Сумма отступных за Матеузиньо составляет 475 млн реалов (70 млн евро).
2021 год сложился для Матеузиньо удачно. В начале календарного года он стал чемпионом Бразилии сезона 2020 (последние туры проходили уже в 2021 году из-за переноса матчей, вызванных пандемией COVID-19). Также он попал в символическую сборную Лиги Кариоки. Игрок продолжил регулярно выступать в чемпионате Бразилии. В розыгрыше Кубка Либертадорес, в котором его команда дошла до финала, Матеузиньо провёл восемь матчей, в основном выходя на замену. В том числе в финальной игре против «Палмейраса» он заменил на 79 минуте Маурисо Ислу. Его команда уступила в дополнительное время со счётом 1:2.

## Достижения
- Чемпион штата Рио-де-Жанейро (2): 2020, 2021
- Чемпион Бразилии (1): 2020
- Обладатель Суперкубка Бразилии (1): 2021
- Финалист Кубка Либертадорес (1): 2021